# Isen er usikker
|  | Denne artikel er oprettet af botten Steenthbot ud fra en ekstern database. Den kan derfor have sproglige fejl eller mangler. Denne skabelon kan fjernes efter kontrol af indholdet. |

Isen er usikker er en dansk dokumentarfilm fra 1954 instrueret af Claus Hermansen efter eget manuskript.

## Handling
En instruktionsfilm, der viser, hvordan  man skal forholde sig, hvis man falder gennem isen, eller hvis man skal hjælpe andre, der er faldet gennem isen. Filmen maner til forsigtighed ved færdsel over is og indskærper betydningen af at vise omtanke og respektere advarselskiltene.